# Diervilla
Genre
Classification phylogénétique
Diervilla est un genre d'arbustes de la famille des Caprifoliacées selon la classification classique, ou des Diervillacées selon la classification phylogénétique.

## Étymologie
Le nom de Diervilla a été créé par Tournefort en l'honneur de Dière de Dièreville, botaniste français en Acadie, qui introduisit la plante en Europe vers 1700.

## Description
Il s'agit d'un arbuste drageonnant à feuillage caduc, dont la taille varie entre 1 et 2 mètres selon les espèces. Ses feuilles sont simples oblongues, lancéolées à ovales, opposées, dentées. Ses fleurs jaunes, mais aussi rouges ou orange, bilabiées et tubulaires, groupées en cymes, apparaissent au début de l'été. Même s'il accepte toutes les expositions, il se développe principalement à l'ombre, dans les sous-bois ou à l'abri de grands arbres.

## Principales espèces
Selon [réf. nécessaire] :
- Diervilla lonicera Mill.
- Diervilla middendorffiana Carrière
- Diervilla praecox Lemoine
- Diervilla rivularis Gattinger
- Diervilla sessilifolia Buckl.
- Diervilla ×splendens (Carrière) G. Kirchn.
- Diervilla suavis Kom.

Selon NCBI (23 Jul 2010) et ITIS (23 Jul 2010) :
- Diervilla lonicera P. Mill.
- Diervilla rivularis Gattinger
- Diervilla sessilifolia Buckl.